# Claude Frédéric t’Serclaes van Tilly

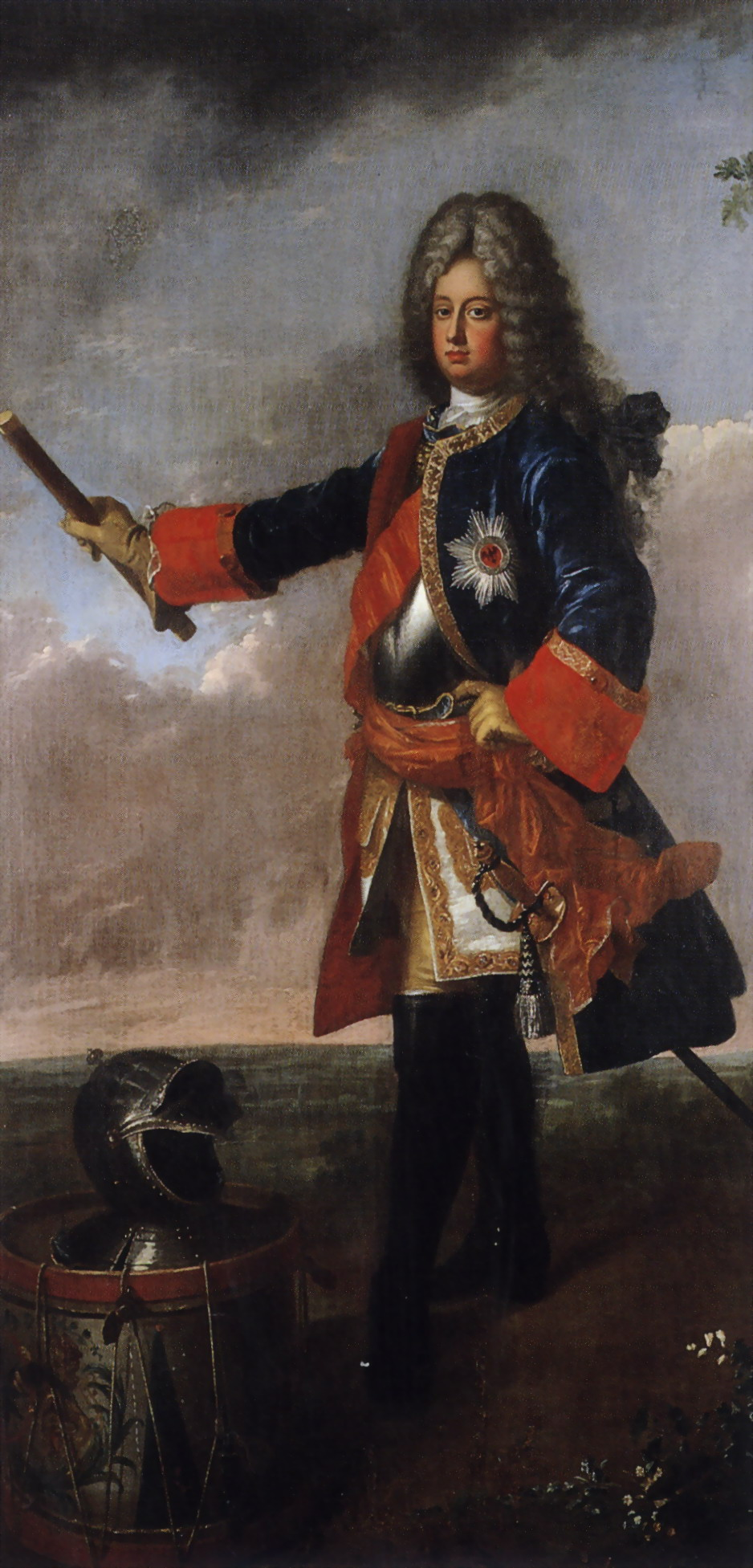
Claude de Tilly, von Johann Valentin Tischbein, Schloss Fasanerie Fulda

Claude Frédéric t’Serclaes van Tilly, auch de Tilly, (* Juli 1648 in Brüssel; † 10. April 1723 in Maastricht) war ein Feldmarschallleutnant des Heiligen Römischen Reiches, der auch in spanischen und als Oberkommandierender der Armee der Generalstaaten in niederländischen Diensten gestanden hatte.

## Leben
Claude t’Serclaes, Graf von Tilly, stammte aus dem Adelsgeschlecht t’Serclaes (mit einem Stammschloss südlich Brüssel) und sollte als zweitältester Sohn zunächst Geistlicher werden, ging dann aber lieber zum Militär. Er diente zunächst mit seinen Brüdern in Frankreich (in St. Omer übernahm er das Kommando über eine Kompanie von 300 Mann) und danach in Spanien. Sein Bruder Albert Octave t’Serclaes de Tilly (1646–1715) brachte es dort bis zum Vizekönig von Aragon. 1672 wechselte er in niederländische Dienste. Dabei kommandierte er auch die Reiter, die im August 1672 das Gefängnis in Den Haag vor einem aufgehetzten Mob bewachten, als Cornelis de Witt und Johan de Witt ermordet wurden. Er wurde kurz vorher abgezogen, was er damit kommentierte, dass er dem Befehl gehorche, aber dass die de Witts von nun an tote Leute seien. Zuvor ließ er sich einen schriftlichen Befehl geben, den er später gerne zeigte (als Todesurteil der de Witts), und als nach dem Tod von Wilhelm III. die Gefahr bestand, dass man ihn für den Abzug zur Rechenschaft ziehen könnte, konnte er sich damit entlasten. Er diente im Holländischen Krieg (1672 bis 1678), wobei er bei der Belagerung von Maastricht (1673) und in der Schlacht bei Seneffe ernsthaft verwundet wurde, bei der Eroberung von Binche dabei war und in der Schlacht bei Cassel (1677) und der Schlacht bei Saint-Denis (1678). Wegen seiner Tapferkeit wurde ihm das Kommando über ein Reiterregiment übertragen. Danach kämpfte er im Pfälzischen Erbfolgekrieg (1688 bis 1697) in den Schlachten von Walcourt, Fleurus, Steenkerke, Leuze und Eeckeren. Im Großen Nordischen Krieg kommandierte er eine englische Abteilung, die an der Seite Dänemarks an der Belagerung von Tönning (1700) teilnahm. Im Spanischen Erbfolgekrieg (1701–1714) wurde er 1701 zum Feldmarschallleutnant des Heiligen Römischen Reiches ernannt und kämpfte in der Schlacht von Ramillies und in der Schlacht bei Malplaquet 1709 an der Seite von Marlborough und Prinz Eugen. In den Niederlanden wurde er 1704 nach dem Tod von Wilhelm III. zum General befördert (Generalleutnant der Kavallerie), er brachte es in den Niederlanden aber nie zum erhofften Rang eines Feldmarschalls, was vor allem daran lag, dass er katholisch blieb. Nach dem Tod von Feldmarschall Heinrich von Nassau-Ouwerkerk 1708 kam er an die Spitze der niederländischen Armee und nach dem Frieden von Utrecht (1713) ließ er sich in Maastricht nieder, wo er 1714 ein Stadthaus baute. Er erhielt lukrative Posten, wurde 1713 Gouverneur von Namur, 1714 von s’Hertogenbosch und 1718 bis 1723 war er Gouverneur von Maastricht. Er weigerte sich dort dem Fürstbischof von Limburg den Eid zu leisten und nach längeren Verhandlungen einigte man sich, dass er diesem gleichgestellt sei. Er liegt mit seiner Frau in St. Servaas begraben.
1682 heiratete er Anna Antoinetta d’Aspremont Lynden, Gräfin von Reckheim (1655–1743).

## Literatur

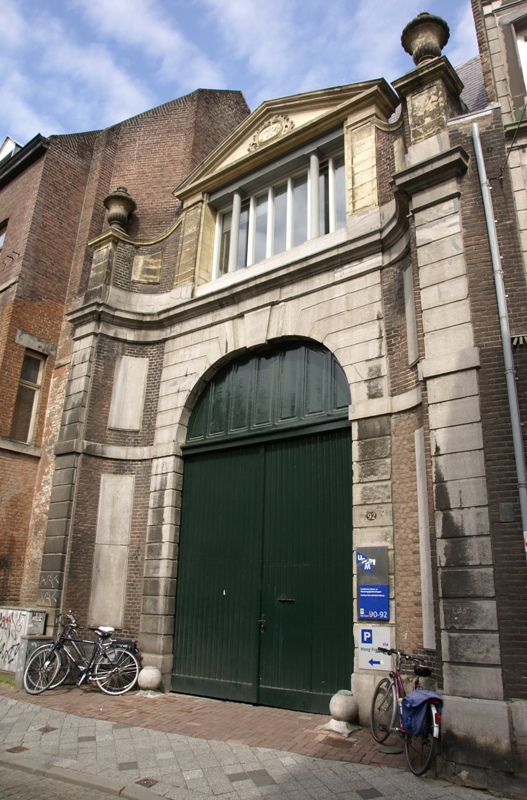
Stadthaus von Tilly in Maastricht